# H'uraru Corona
H'uraru Corona est une corona, formation géologique en forme de couronne, située sur la planète Vénus par 9° N et 68° E. Elle est localisée dans le quadrangle d'Hestia Rupes. Elle a été nommée en référence à H uraru, mère de la terre pour les Pawnees. 

## Géographie et géologie
H'uraru Corona couvre une surface circulaire d'environ 150 km de diamètre. 